# Jan z Kwidzyna
Johannes Marienwerder, Jan z Kwidzyna (ur. 1343, zm. 1417) – teolog katolicki, zakonnik krzyżacki.
Pochodził z Kwidzyna. W 1365 zaczął studia na Uniwersytecie Karola w Pradze na wydziale sztuk wyzwolonych, gdzie w 1367 zdobył bakalaureat, a w 1369 magisterium sztuk. W tymże roku rozpoczął studia teologiczne, w 1375 został bakałarzem, w 1380 licencjatem, a w 1384 magistrem teologii. W 1374 dziekan artium. Był już wtedy duchownym diecezji pomezańskiej. Od 1384 profesor teologii. Z powodu trwającego od 1384 do 1387 sporu między nacją czeską i nacją niemiecką o obsadzanie miejsc w kolegiach, musiał opuścić Pragę. W 1387 wstąpił do zakonu krzyżackiego i został kanonikiem pomezańskim. Od 1388 był dziekanem kapituły w Kwidzynie. Jest znany przede wszystkim jako przewodnik duchowy i spowiednik bł. Doroty z Mątowów. Na podstawie jej objawień napisał kilka dzieł teologicznych, był także autorem jej życiorysów.
Zmarł 19 września 1417, pochowany w katedrze w Kwidzynie.